# T. J. Hooker
A T. J. Hooker 1982-ben indult amerikai televíziós rendőrségi drámasorozat. A címszereplő Thomas Jefferson "T. J." Hooker őrmestert William Shatner alakítja, további fontosabb szerepekben Adrian Zmed, April Clough, Heather Locklear, Richard Herd, James Darren és Hugh Farrington látható.
A sorozat öt évadot, összesen 91 epizódot élt meg. 1982. március 13-án kezdte sugározni az ABC, egészen 1985. május 4-ig. Ezután az ötödik, befejező évadot a CBS tűzte műsorra, a sorozat 1986. május 28-án fejeződött be.

## Összefoglaló
Thomas Jefferson "T. J." Hooker 15 éves szolgálati tapasztalattal rendelkező, vietnámi háborús veterán a Los Angeles-i rendőrségnél. Társa halála után, akivel egy bankrabló végzett, vonakodva elvállalja a rendőrakadémia újoncainak oktatását. Kemény rendőri fellépés miatt gyakran kerül összetűzésbe Dennis Sheridan kapitánnyal.
Hooker eközben magánéleti problémáival is igyekszik megbirkózni: miután feleségétől, Frantől elvált, a nőcsábász rendőrnek egyedülállóként kell boldogulnia az életben.

## Szereplők
| Szerep                                   | Színész          | Magyar hang    | Megjegyzések                                      |
| ---------------------------------------- | ---------------- | -------------- | ------------------------------------------------- |
| Thomas Jefferson "T. J." Hooker őrmester | William Shatner  | Szersén Gyula  | 1-5. évad                                         |
| Thomas Jefferson "T. J." Hooker őrmester | William Shatner  | Vass Gábor     | 1-5. évad                                         |
| Vincent "Vince" Romano rendőrtiszt       | Adrian Zmed      | Józsa Imre     | 1–4. évad                                         |
| Vincent "Vince" Romano rendőrtiszt       | Adrian Zmed      | Csőre Gábor    | 1–4. évad                                         |
| Vicki Taylor rendőrtiszt                 | April Clough     | Kocsis Judit   | 1. évad                                           |
| Vicki Taylor rendőrtiszt                 | April Clough     | N/A            | 1. évad                                           |
| Stacy Sheridan rendőrtiszt               | Heather Locklear | Simorjay Emese | 2-5. évad                                         |
| Stacy Sheridan rendőrtiszt               | Heather Locklear | Orosz Anna     | 2-5. évad                                         |
| Dennis Sheridan kapitány                 | Richard Herd     | Tolnai Miklós  | főszereplő (1–2. évad) vendégszereplő (3–4. évad) |
| Dennis Sheridan kapitány                 | Richard Herd     | Papp János     | főszereplő (1–2. évad) vendégszereplő (3–4. évad) |
| Jim Corrigan rendőrtiszt                 | James Darren     | Koroknay Géza  | 2-5. évad                                         |
| Jim Corrigan rendőrtiszt                 | James Darren     | Megyeri János  | 2-5. évad                                         |
| Pete O'Brien hadnagy                     | Hugh Farrington  | N/A            | 3-5. évad                                         |
| Pete O'Brien hadnagy                     | Hugh Farrington  | N/A            | 3-5. évad                                         |

## Epizódok
| Évad | Évad | Részek száma | Részek száma | Eredeti sugárzás     | Eredeti sugárzás  | Eredeti adó |
| Évad | Évad | Részek száma | Részek száma | Évadbemutató         | Évadzáró          | Eredeti adó |
| ---- | ---- | ------------ | ------------ | -------------------- | ----------------- | ----------- |
|      | 1.   | 5            | 5            | 1982. március 13.    | 1982. április 10. | ABC         |
|      | 2.   | 22           | 22           | 1982. szeptember 25. | 1983. május 7.    | ABC         |
|      | 3.   | 22           | 22           | 1983. október 1.     | 1984. május 12.   | ABC         |
|      | 4.   | 23           | 23           | 1984. október 13.    | 1985. május 4.    | ABC         |
|      | 5.   | 19           | 19           | 1985. szeptember 25. | 1986. május 28.   | CBS         |

## Fordítás
- Ez a szócikk részben vagy egészben  a   T. J. Hooker című angol Wikipédia-szócikk ezen változatának fordításán alapul.  Az eredeti cikk szerkesztőit annak laptörténete sorolja fel. Ez a jelzés csupán a megfogalmazás eredetét és a szerzői jogokat jelzi, nem szolgál a cikkben szereplő információk forrásmegjelöléseként.